# C/2014 A4 (Sonear)
O C/2014 A4 (Sonear) é um cometa de órbita parabólica descoberto pelos astrônomos amadores brasileiros Cristovão Jacques, Eduardo Pimentel e João Ribeiro de Barros em 12 de janeiro de 2014 e registrado pela União Astronômica Internacional em 16 de janeiro de 2014. O telescópio utilizado na descoberta estava instalado no observatório SONEAR (Observatório Austral para Pesquisa de Asteroides Rasantes a Terra), montado a 5 km da cidade de Oliveira, a 120 km de Belo Horizonte no estado de Minas Gerais.